# Opisthjapyx
Opisthjapyx es un género de Diplura en la familia Japygidae.

## Especies
- Opisthjapyx seurati Silvestri, 1929